# اسام (ذي السفال)

تعديل مصدري - تعديل

اسام محلة تابعة لقرية المخلف، التابعة لعزلة الصفة بمديرية ذي السفال إحدى مديريات محافظة إب في الجمهورية اليمنية، بلغ تعداد سكانها 118 حسب تعداد اليمن لعام 2004.